# Mleczna (přítok Gostyně)
Mleczna (dříve nazývána Dupina) je řeka v jižní části Polska ve Slezském vojvodství. protéká městy Katovice, Tychy a Beruň.
Prameny řeky Mleczna se nacházejí v nadmořské výšce 290 m n. m. v blízkosti západní hranice přírodní rezervace Ochojec v Katovicích. Protéká přes Tychy a na jihu Beruně (u hranici s vesnicí Bojszowy) ústí do řeky Gostyně. Řeka Mleczna teče jihovýchodním směrem a po soutoku s řekou Przyrwa mění směr na jižní. Plocha povodí činí 142 km2, což je 41 % povodí řeky Gostyně, to ji činí největším přítokem.
Přítoky řeky Mleczna:
- Pravostranné:
  - Bagnik
  - potok Cetnik (Cofnik)
  - potok Kaskadnik
  - potok Bielanka (Bielawka)
  - potok Mąkołowski

- Levostranné:
  - potok Piotrowicki
  - potok Graniczny
  - potok Podleski
  - potok Murckowski
  - Pstrążnik
  - Przyrwa